# Challenger de Oeiras Indoor II 2024
El torneo Open de Oeiras II 2024 fue un torneo de tenis perteneció al ATP Challenger Tour 2024 en la categoría Challenger 75. Se trató de la 4ª edición; el torneo tuvo lugar en la ciudad de Oeiras (Portugal), desde el 8 hasta el 14 de enero de 2024 sobre pista dura bajo techo.

## Jugadores participantes del cuadro de individuales
| Favorito | País                      | Jugador              | Rank1 | Posición en el torneo |
| -------- | ------------------------- | -------------------- | ----- | --------------------- |
| 1        | Bandera de España         | Alejandro Moro Cañas | 243   | Cuartos de final      |
| 2        | Bandera de Portugal       | Henrique Rocha       | 246   | Primera ronda         |
| 3        | Bandera de Portugal       | João Sousa           | 249   | Cuartos de final      |
| 4        | Bandera de Alemania       | Oscar Otte           | 252   | Baja                  |
| 5        | Bandera de Turquía        | Cem İlkel            | 255   | Primera ronda         |
| 6        | Bandera de Estados Unidos | Martin Damm          | 257   | FINAL                 |
| 7        | Bandera de Francia        | Maxime Janvier       | 258   | Primera ronda         |
| 8        | Bandera de Suiza          | Leandro Riedi        | 261   | CAMPEÓN               |

- 1 Se ha tomado en cuenta el ranking del 1 de enero de 2024.

### Otros participantes
Los siguientes jugadores recibieron una invitación (wild card), por lo tanto ingresan directamente al cuadro principal (WC):
- João Domingues
- Jaime Faria
- Tiago Pereira

Los siguientes jugadores ingresan al cuadro principal tras disputar el cuadro clasificatorio (Q):
- Marius Copil
- Sebastian Fanselow
- Aidan McHugh
- Elmer Møller
- Samuel Vincent Ruggeri
- Michael Vrbenský

## Campeones

### Individual Masculino
- Leandro Riedi derrotó en la final a  Martin Damm por 7–6(6), 6–2

### Dobles Masculino
- Karol Drzewiecki /  Piotr Matuszewski derrotaron en la final a  Arjun Kadhe /  Marcus Willis por 6–3, 6–4